# Sepolcro del cardinale Rainaldo Brancaccio
Il sepolcro del cardinale Rainaldo Brancaccio è un monumento funebre rinascimentale al cardinale e vescovo Rainaldo Brancaccio eseguito da Donatello e Michelozzo con l'aiuto di Pagno di Lapo Portigiani databile al 1426-1428 e conservato nella chiesa di Sant'Angelo a Nilo di Napoli. 
Si tratta di una delle opere più importanti dell'arte rinascimentale nella città partenopea, frutto di uno dei lavori intrapresi dai due artisti fiorentini durante il loro sodalizio artistico.

## Storia
Il lavoro venne commissionato a Donatello e Michelozzo, la cui collaborazione di bottega fu attiva dal 1425 fino alla fine degli anni Trenta, da Cosimo de' Medici che in veste di notaio si occupò della stesura del testamento del cardinale Rinaldo Brancaccio, dunque quando questi era ancora in vita: una lettera del 5 giugno 1427 annuncia infatti al committente il termine di circa un quarto dell'opera.
Nel 1426 i due artisti toscani presero appositamente in affitto una bottega comune a Pisa, da dove sarebbe poi stato facile inviare i pezzi del monumento via mare, come di fatto avvenne. Pisa godeva inoltre anche del privilegio di trovarsi vicina alle cave di marmo di Carrara, permettendo in questo modo un notevole risparmio sui costi di trasporto della materia prima. All'impresa parteciparono anche altri aiuti, tra i quali, Pagno di Lapo Portigiani. L'opera finita venne spedita a destinazione nel 1428.
Il monumento era in un primo momento collocato lungo una delle pareti della chiesa originaria e ora è visibile alla destra dell'altare maggiore.

## Descrizione
Il monumento è in marmo, in parte dorato e policromo, alto 11,60 metri con una profondità di 4,60 metri.
Una sorta di palcoscenico è composto per ospitare il sepolcro. Sopra uno zoccolo si ergono due colonne composite che reggono un arco a tutto sesto con pennacchi laterali decorati da lesene scanalate e tondi a rilievo; in alto si trova la cuspide, di ascendenza più goticizzante, con al centro un tondo con il rilievo del Redentore e due statue a tutto tondo di putti con trombe ai lati (allusione all'Apocalisse e al risveglio dei morti).
Sotto di esso in altorilievo è la Madonna col Bambino al centro, con ai lati a mezzorilievo le figure di San Michele e San Giovanni Battista.
Il sepolcro vero e proprio si trova al di sotto di questa costruzione architettonica ed è sorretto da tre figure femminili che fungono da cariatidi. Sul fronte del sarcofago si trovano due stemmi, ai lati, ed il rilievo stiacciato dell'Assunzione della Vergine, sicuramente di mano di Donatello. Sopra di esso si trova il ritratto del defunto, sdraiato come addormentato, e ancora più in alto, al centro, un'iscrizione essenziale sul cardinale che recita:
(Lapide sul sepolcro)
Ai lati della lapide sono due angeli reggicortina che scansano il tendaggio di pietra appeso all'arco. Essi sono vicini ai capitelli, sempre compositi delle paraste che decorano la parete di fondo, con una trabeazione continua che arriva ai capitelli delle colonne.

## Stile
L'opera segnò un'evoluzione del modello di monumento funebre a sviluppo verticale con baldacchino come era stato approntato nel monumento all'antipapa Giovanni XXIII nel battistero fiorentino, opera degli stessi autori databile al 1422-1428. Il baldacchino dopotutto aveva una lunga tradizione gotica, il cui gusto artistico a Napoli risentiva profondamente dell'operato di Tino di Camaino.
Come nel caso del monumento fiorentino, anche qui è difficile stabilire un confine tra i contributi di Donatello e quelli di Michelozzo. Alcuni riconoscono la mano di Donatello nelle cariatidi, almeno in quella di destra. Sicuramente è sua l'Assunzione della Vergine, dalla ricca espressività. Probabilmente è di mano sua anche la testa del ritratto del Brancaccio.